# ひだ (列車)
ひだは、東海旅客鉄道（JR東海）および西日本旅客鉄道（JR西日本）が名古屋駅 - 高山駅・飛騨古川駅・富山駅間および大阪駅 - 高山駅間を東海道本線・高山本線経由で運行する特別急行列車である。
本記事では、高山本線で運転されていた優等列車の沿革についても記述する。

## 概要
特急「ひだ」は、1958年3月1日に名古屋駅 - 富山駅間を運転する準急列車として運転を開始し、同年9月に高岡駅まで運転区間が延長され、1966年3月には急行列車に格上げされた。1968年10月1日から特急列車に変更され金沢駅まで運転区間を延長したが、1985年3月14日に飛騨古川駅 - 金沢駅が廃止された。JR発足後、1989年にキハ85系が導入され、1990年3月10日に急行「のりくら」が廃止されたため、一部列車が富山駅まで運転されるようになった。
しかし1990年代後半以降、飛騨地方への道路交通が発達し、2000年の東海北陸自動車道の高山市街地近く（飛騨清見インターチェンジ）までの延伸、その後2008年の全通で自家用車や濃飛乗合自動車・名鉄バス・ジェイアール東海バスによる高速バス「ひだ高山号」および富山地方鉄道・名鉄バスによる東海北陸道高速バスなどと競合するようになっている。また1997年の安房トンネル開通に伴い、長野県松本市方面への道路状況も改善し、これまで鉄道では結ばれていなかった首都圏直結の高速バスが開設されている。さらに富山までは1日4往復と少なく、高速バスの方が本数が多いため、列車は劣勢を強いられる状態になっている。
その後2010年代に入り、訪日外国人旅行客（インバウンド）の急増に合わせる形で本列車の利用客も増えており、再び勢いを盛り返してきている。そこでJR東海では、ハイブリッド式の新型車HC85系を導入、2022年7月1日より、名古屋駅 - 高山駅間の一部の列車で営業運転を開始した。同年12月1日からは富山駅発着の一部の列車においても営業運転を開始し、2023年3月18日からは大阪駅発着を含む全定期列車がHC85系で運転されている。

### 列車名の由来
列車名は、高山市を中心とする岐阜県北部の旧国名である「飛騨国」および「飛騨地方」に由来している。 
「ひだ」のヘッドマークは、1980年10月に合掌造りの家と飛騨山脈をモチーフとした絵入りの物に変更されている。当時気動車で運転されていた特急での絵入りヘッドマークは異例のことで、鉄道ファンや子供たちの間で注目を浴びた。これは、ほかの気動車特急走行区間に比べ、利用者が多かったこともあるが、その背景には高山本線の電化事業が計画されていた頃であり、後に「ひだ」を電車特急として走行させる予定（381系振り子式車両の投入が想定されていた）があったためである。その後は国鉄の経営悪化による電化計画の中止後、JRによって高性能のキハ85系が投入され、当列車で営業運転を開始した。また、1985年には他の気動車特急でも一斉に絵入りヘッドマークが採用されることになった。

## 運行概況
2024年（令和6年）3月16日現在、名古屋駅 - 高山駅間で5往復（下り1・9・15・17・19号／上り2・4・10・16・18号）、名古屋駅 - 飛騨古川駅間で1往復（下り5号／上り12号）、名古屋駅 - 富山駅間で4往復（下り3・7・11・13号／上り6・8・14・20号）、大阪駅 - 高山駅間で1往復（下り25号／上り36号）が運転されている。大阪駅発着の編成は岐阜駅 - 高山駅間において、名古屋駅発着の編成（下り5号／上り16号）と併結する。
列車番号は運行区間・運行線区等により異なり、名古屋駅 - 高山駅・飛騨古川駅間運転の列車の場合、下りは号数に20を加えた奇数、上りは同じく偶数となるが、名古屋駅 - 富山駅間運転の列車の場合、下りは号数に1020を加えた奇数、上りは同じく偶数となる。
大阪駅 - 高山駅間運転の列車の場合、列車番号は区間により異なり、大阪駅 - 岐阜駅間は、下り（高山行き）は号数に2000を加えた奇数、上り（大阪行き）は同じく偶数となる。岐阜駅 - 高山駅間は、併結する名古屋駅発着列車にあわせる。そのため、25D・36Dと見かけ上号数と同じ番号となる。ただし、これは多層建て列車として名古屋駅 - 高山駅・飛騨古川駅間運転の列車番号を使用することによる。
交通系ICカードについては、大阪駅 - 米原駅間はICOCAエリア、米原駅・名古屋駅 - 美濃太田駅間はTOICAエリアとなっているため、定期券を除いて両エリアに跨る利用はできない。
HC85系の高山本線車内放送においては、岐阜県立岐阜高等学校のESS（英会話）部が協力している。

### 停車駅
| 運行本数        | 号数                                     | 東海道本線 (大阪方面) | 東海道本線 (大阪方面) | 東海道本線 (大阪方面) | 東海道本線 (大阪方面) | 東海道本線 (大阪方面) | 東海道本線 (大阪方面) | 東海道本線 (名古屋方面) | 東海道本線 (名古屋方面) | 東海道本線 (名古屋方面) | 高山本線 | 高山本線 | 高山本線   | 高山本線 | 高山本線   | 高山本線 | 高山本線   | 高山本線   | 高山本線 | 高山本線 | 高山本線   | 高山本線 | 高山本線   | 高山本線 | 高山本線 | 備考                  |
| 運行本数        | 号数                                     | 大阪駅                | 新大阪駅              | 京都駅                | 草津駅                | 米原駅                | 大垣駅                | 名古屋駅                | 尾張一宮駅              | 岐阜駅                  | 岐阜駅   | 鵜沼駅   | 美濃太田駅 | 白川口駅 | 飛騨金山駅 | 下呂駅   | 飛騨萩原駅 | 飛騨小坂駅 | 久々野駅 | 高山駅   | 飛騨古川駅 | 猪谷駅   | 越中八尾駅 | 速星駅   | 富山駅   | 備考                  |
| --------------- | ---------------------------------------- | --------------------- | --------------------- | --------------------- | --------------------- | --------------------- | --------------------- | ----------------------- | ----------------------- | ----------------------- | -------- | -------- | ---------- | -------- | ---------- | -------- | ---------- | ---------- | -------- | -------- | ---------- | -------- | ---------- | -------- | -------- | --------------------- |
| 下り1本 上り2本 | 1号 2・4号                               | ＝                    | ＝                    | ＝                    | ＝                    | ＝                    | ＝                    | ●                       | ●                       | ●                       | ●        | ●        | ●          | ●        | ●          | ●        | ●          | ●          | ●        | ●        |            |          |            |          |          |                       |
| 下り2本 上り2本 | 3・11号 8・20号                          | ＝                    | ＝                    | ＝                    | ＝                    | ＝                    | ＝                    | ●                       | ―                       | ●                       | ●        | ―        | ●          | ―        | ―          | ●        | ―          | ―          | ―        | ●        | ●          | ●        | ●          | ―        | ●        |                       |
| 下り1本         | 5号（名古屋→飛騨古川） 25号（大阪→高山） | ＝                    | ＝                    | ＝                    | ＝                    | ＝                    | ＝                    | ●                       | ●                       | ●                       | ●        | →        | ●          | →        | →          | ●        | →          | →          | →        | ●        | ●          |          |            |          |          | 岐阜駅 - 高山駅間併結 |
| 下り1本         | 5号（名古屋→飛騨古川） 25号（大阪→高山） | ●                     | ●                     | ●                     | ●                     | ●                     | ●                     | ＝                      | ＝                      | ●                       | ●        | →        | ●          | →        | →          | ●        | →          | →          | →        | ●        | ●          |          |            |          |          | 岐阜駅 - 高山駅間併結 |
| 下り2本 上り2本 | 7・13号 6・14号                          | ＝                    | ＝                    | ＝                    | ＝                    | ＝                    | ＝                    | ●                       | ―                       | ●                       | ●        | ―        | ●          | ―        | ―          | ●        | ―          | ―          | ―        | ●        | ●          | ●        | ●          | ●        | ●        |                       |
| 下り1本         | 9号                                      | ＝                    | ＝                    | ＝                    | ＝                    | ＝                    | ＝                    | ●                       | ●                       | ●                       | ●        | →        | ●          | →        | ●          | ●        | →          | →          | →        | ●        |            |          |            |          |          |                       |
| 上り1本         | 10号                                     | ＝                    | ＝                    | ＝                    | ＝                    | ＝                    | ＝                    | ●                       | ●                       | ●                       | ●        | ●        | ●          | ●        | ●          | ●        | ●          | ●          | ―        | ●        |            |          |            |          |          |                       |
| 上り1本         | 12号                                     | ＝                    | ＝                    | ＝                    | ＝                    | ＝                    | ＝                    | ●                       | ←                       | ●                       | ●        | ←        | ●          | ●        | ●          | ●        | ●          | ←          | ←        | ●        | ●          |          |            |          |          |                       |
| 下り1本         | 15号                                     | ＝                    | ＝                    | ＝                    | ＝                    | ＝                    | ＝                    | ●                       | →                       | ●                       | ●        | ●        | ●          | ●        | ●          | ●        | ●          | →          | →        | ●        |            |          |            |          |          |                       |
| 上り1本         | 16号（名古屋←高山） 36号（大阪←高山）    | ＝                    | ＝                    | ＝                    | ＝                    | ＝                    | ＝                    | ●                       | ←                       | ●                       | ●        | ←        | ●          | ←        | ←          | ●        | ←          | ←          | ←        | ●        |            |          |            |          |          | 岐阜駅 - 高山駅間併結 |
| 上り1本         | 16号（名古屋←高山） 36号（大阪←高山）    | ●                     | ●                     | ●                     | ●                     | ●                     | ●                     | ＝                      | ＝                      | ●                       | ●        | ←        | ●          | ←        | ←          | ●        | ←          | ←          | ←        | ●        |            |          |            |          |          | 岐阜駅 - 高山駅間併結 |
| 下り1本         | 17号                                     | ＝                    | ＝                    | ＝                    | ＝                    | ＝                    | ＝                    | ●                       | →                       | ●                       | ●        | ●        | ●          | ●        | ●          | ●        | ●          | ●          | ●        | ●        |            |          |            |          |          |                       |
| 上り1本         | 18号                                     | ＝                    | ＝                    | ＝                    | ＝                    | ＝                    | ＝                    | ●                       | ←                       | ●                       | ●        | ←        | ●          | ←        | ●          | ●        | ●          | ←          | ←        | ●        |            |          |            |          |          |                       |
| 下り1本         | 19号                                     | ＝                    | ＝                    | ＝                    | ＝                    | ＝                    | ＝                    | ●                       | ●                       | ●                       | ●        | →        | ●          | ●        | ●          | ●        | ●          | ●          | ―        | ●        |            |          |            |          |          |                       |
| 停車本数        | 下り                                     | 1                     | 1                     | 1                     | 1                     | 1                     | 1                     | 10                      | 3                       | 10                      | 10       | 3        | 10         | 4        | 5          | 10       | 4          | 3          | 2        | 10       | 5          | 4        | 4          | 3        | 4        |                       |
| 停車本数        | 上り                                     | 1                     | 1                     | 1                     | 1                     | 1                     | 1                     | 10                      | 3                       | 10                      | 10       | 3        | 10         | 4        | 5          | 10       | 5          | 3          | 2        | 10       | 5          | 4        | 4          | 3        | 4        |                       |

凡例
- ●：停車
- ―・←・→：通過（矢印は運転方向）
- ＝：経由なし

- さわやかウォーキング実施日には、最寄りの駅に臨時停車する[注 2]。
- 高山本線は単線であり、列車交換とそれにかかる時間調整のため、記載駅以外に運転停車することがある。
- 名古屋駅発着列車は岐阜駅で方向転換する。名古屋駅 - 岐阜駅間では、座席は進行方向と反対向きになる。

### 臨時列車
観光シーズンの週末などには名古屋駅 - 高山駅間で最大2往復の臨時列車が運行される。そのほか沿線祭事やさわやかウォーキング、誘客キャンペーンなどに合わせて臨時列車が運行される。定例的に運行されている（いた）事例を挙げる。

#### 高山祭
「高山祭」（高山駅、4月14日 - 15日、10月9日 - 10日）の期間中は、日中に増発されるとともに1日目の夜祭り終了後、上り名古屋行きが運転される。

#### おわら風の盆
「おわら風の盆」（越中八尾駅）の本祭最終日以外の日（9月1日 - 2日）には、夕方に一部列車で高山駅 → 越中八尾駅間の延長運転や、深夜に折り返しとなる越中八尾駅 → 高山駅間で臨時「ひだ」の運転が行われる。ただし2005年 - 2007年、2018年は災害による不通のため運転されなかった。2019年（計画では2018年も）は復路のみの運行となり、2020年、2021年はCOVID-19禍による祭り中止のためそれぞれ運転されなかった。2022年以降も運行されていない。

#### 崇教真光
崇教真光（高山駅）の行事開催日（2018年3月現在ほぼ毎月1回ペース）には、名古屋駅6時15分発高山駅行きの「ひだ61号」が運転される。プレスリリース等では具体的な目的が公表されない。2020年のCOVID-19禍以降は運行されていない。

#### 古川祭
「古川祭」（飛騨古川駅）の起こし太鼓開催日（4月19日）は夕方の下り「ひだ」が飛騨古川駅まで延長運転される。2012年まではその折り返しで特急「古川まつり号」が飛騨古川発高山行き・全車自由席で運転されたこともあった。ただし、2020年、2021年はCOVID-19禍による祭り中止、2022年は祭りの規模縮小のため運休となった。

#### 大阪発着臨時列車
また、2011年春季までは定期列車に加えて大阪駅発着の臨時「ひだ」も運転されていたがそれ以降の運転はない。

#### ひだ98号
2024年11月以降、従来は高山祭の開催日に限られていた「ひだ98号」が、それ以外の日にも運行されている。これにより、高山駅からの名古屋駅行き最終列車が約2時間繰り下がった。

### 使用車両・編成

#### 現在の車両
JR東海のHC85系気動車が使用されている。2022年7月1日に2往復で運用を開始し、段階的な運用拡大を経て2023年3月18日のダイヤ改正で全定期列車がHC85系での運転となった。
編成は以下の3パターンに分類でき、4両編成単独もしくは下記の2編成連結の6 - 8両編成で運行される。
- 全室グリーン車（4列シート）連結の4両編成（D0編成）
- グリーン車を連結しない2両編成（D100編成）
- グリーン車を連結しない4両編成（D200編成）

富山駅発着編成が9 - 10号車、大阪駅発着（25・36号）と併結される名古屋発着編成（5・16号）が5 - 8号車となるほかは、1号車から4号車の号車番号が割り当てられている。
多客期には指定席車両が2両単位で増結されることがあり、最大10両で運転する。また、臨時列車に関しては定期列車で富山駅まで乗り入れる編成のみで運行される場合がある。

#### 過去の車両・計画のみに終わった車両
運転開始当初からキハ80系気動車が1990年まで使用されていた。リニア・鉄道館で保存されているキハ82 73には本列車のヘッドマークがセットされている。
1989年2月18日からキハ85系気動車が1往復のみ運用を開始し、翌1990年3月のダイヤ改正から2022年6月30日まで全列車が名古屋車両区に所属する同系列で運用された。2023年3月17日をもって定期運用から離脱した。
キハ85系の編成は以下の3パターンに分類でき、4両編成単独もしくは下記の2編成連結の7両編成で運行されていた。2022年3月12日のダイヤ改正で4両編成が半室グリーン車連結に統一され、名古屋駅発着の全定期列車にグリーン車が連結されるようになった。1990年3月ダイヤ改正時はグリーン車なしの2両編成も高山駅 - 富山駅間で見られたが、翌1991年3月改正より3両以上の編成となった。
- 半室グリーン車（4列シート）連結の4両編成
- 全室グリーン車（3列シート）連結の3両編成
- グリーン車を連結しない3両編成

この他には過去にキハ181系気動車を「しなの」から転用する計画があったが、故障やトラブルの多さから現場の反対があったため見送りとなっている。また、当初予定された高山本線の電化時には381系電車を使用する予定だったが電化自体が中止となったため幻に終わった。

### 最高速度
高山線内はカーブや急勾配区間が多いため、最高速度が出せるのは直線区間である。
- 名古屋駅 - 岐阜駅、岐阜駅 - 大阪駅：120km/h
- 岐阜駅 - 下麻生駅：110km/h
- 下麻生駅 - 高山駅：100km/h
- 高山駅 - 富山駅：85km/h

### 担当車掌区
大阪駅発着の編成は米原駅、富山駅発着編成は猪谷駅でJR西日本とJR東海の乗務員が交代する。米原駅では2004年3月12日まで、猪谷駅では2009年3月13日まで運転士のみ両駅で交代し、JR東海の車掌がJR西日本区間も担当していた。
- JR東海
  - 名古屋運輸区（25・36号、米原駅 - 岐阜駅間）
  - 美濃太田運輸区（名古屋駅 - 高山駅間）
  - 高山運輸区（名古屋駅 - 猪谷駅間）
- JR西日本
  - 京都車掌区（25号、36号 大阪駅 - 米原駅間）
  - 北陸広域鉄道部運輸科（富山駅 - 猪谷駅間） - 2024年3月16日から
- 過去の担当
  - 大阪車掌区（36号、米原駅 - 大阪駅間） - 2014年3月改正まで
  - 富山地域鉄道部富山車掌センター（富山駅 - 猪谷駅間） - 2015年3月13日まで
  - 金沢列車区（富山駅 - 猪谷駅間） - 2015年3月14日から2024年3月15日まで

## 高山本線優等列車沿革

### 戦前の展開
第二次世界大戦前は優等列車ではないが、1932年10月8日より名古屋鉄道（当時の呼称は名岐鉄道）犬山線から高山本線（当時の呼称は高山線）に直通する列車が運行されていた。「黒潮列車」のような列車愛称が与えられていなかったものの、1945年まで運行されたとされる。1934年10月25日の高山本線全通時に、岐阜駅 - 高山駅間にも準急列車（当時は料金不要）が運行されたが、1937年に休止された。
- 1932年（昭和7年）10月8日：犬山線から高山本線へ直通する初の列車が、当時の犬山線のターミナルであった柳橋駅 - 下呂駅間に土曜・休日に限り運行を開始。直通列車にはモ750形（755・756号）を半室畳敷きに改造した車両を充当し、所要時間は約2時間であった。
- 1933年（昭和8年）7月：乗り入れ専用車をトイレなどの特別整備を施したモ250形へ変更する。
- 1934年（昭和9年）10月25日：同日、高山本線が全通。これを機に岐阜駅 - 高山駅間に準急列車を毎日1往復運行。停車駅は那加・鵜沼・美濃太田・飛騨金山・下呂・飛騨小坂であった[21]。
- 1937年（昭和12年）秋：岐阜駅 - 高山駅間の準急列車を休止[22]。
- 1940年（昭和15年）10月10日：毎日1往復押切町駅（柳橋駅と同様名古屋の当時の名鉄ターミナル駅） - 富山駅間に定期列車を新設する。名鉄線内（押切町駅 - 新鵜沼駅間）では鉄道省の客車が押切町駅まで同社の電車（モ700形など）に牽引され、高山本線鵜沼駅 - 富山駅間では岐阜駅 - 富山駅間運転の列車に併結。
- 1941年（昭和16年）8月12日：新名古屋駅（現在の名鉄名古屋駅）が開業し、直通列車の発着駅も同駅に変更する。
- 1945年（昭和20年）戦況の悪化により直通列車は消滅（正確な時期・直接の中止理由は不詳）。最終期は高山本線内各駅停車であった[23]。

### 戦後・優等列車の設定とその後
- 1951年（昭和26年）
  - 5月：戦後初めて、名古屋駅 - 下呂駅間に観光を目的とした、客車による不定期準急列車「山鳩（やまばと）」が運行される[24]。
  - 7月21日：名古屋駅 - 高山駅間にも不定期快速列車「乗鞍」が運行される[22][25]。夏季以外には名古屋駅 - 下呂駅間に「山鳩」が引き続き運行される[26]。
- 1952年（昭和27年）7月19日：この年から「乗鞍」は準急列車となる[22][27]。
- 1953年（昭和28年）9月19日：名古屋駅 - 下呂駅の不定期準急「山鳩」が高山駅まで延長され「飛騨」と改称[22][28]。これ以降、不定期に運行が続けられる[29]。なお、これ以降も名古屋駅 - 下呂駅間の不定期準急を運行した際は「やまばと」を使用した例がある[注 4]。
- 1955年（昭和30年）5月11日：高山本線に初めて夜行普通列車（通過駅あり）運行[31]。下りは名古屋駅発富山駅行[注 5]、上りは富山駅発岐阜駅行の快速運行[注 6]。
- 1958年（昭和33年）
  - 3月1日：名古屋駅 - 富山駅間を東海道本線・高山本線経由で運行する気動車による定期準急列車として「ひだ」の運転を開始。
  - 9月20日：「ひだ」を1往復増発。増発列車は名古屋駅 - 高山駅間で運行される。また、従来運行されていた列車は高岡駅までの運行となる。
  - この頃、大阪駅 - 下呂駅または高山駅間に、不定期準急列車が運行開始される（列車愛称は「くろゆり」・「乗鞍（のりくら）」など）[注 7]。
- 1960年（昭和35年）
  - 7月1日：「ひだ」の高山駅発着列車1往復を増発。
  - 10月1日：「ひだ」の1往復を延長し福井駅・米原駅経由の循環準急列車「こがね」・「しろがね」とする。
    - 経路としては「しろがね」は名古屋駅→岐阜駅→高山駅→富山駅→金沢駅→米原駅→岐阜駅→名古屋駅の順で、「こがね」は逆回りであった。運転本数は「しろがね」は2本、「こがね」は1本。この列車の運行背景としては、中京圏対北陸との短絡線として高山本線が注目されていたこともあったとされる。また、「しろがね」は1本高山本線内を夜行列車（従来の夜行普通列車の格上げ）として運行された[注 8]。
- 1961年（昭和36年）3月1日：富山駅発岐阜駅行きの夜行普通列車を「ひだ」に格上げ、富山駅発名古屋駅行きに変更[注 9]。
- 1963年（昭和38年）4月20日：名古屋駅 - 金沢駅間の急行「加越」1往復と四日市駅 - 高山駅間の準急「ひだ」1往復が増発される。「加越」は高山本線内の停車駅は最小限におさえられ、途中停車駅は尾張一宮・岐阜・美濃太田・下呂・高山・飛騨古川・富山・高岡・津幡であった[37]。
- 1965年（昭和40年）8月5日：名鉄神宮前駅 - 高山駅間で準急「たかやま」の運転を開始。
  - この列車の運行に名鉄側は、国鉄特急形気動車に準じた内装の名鉄キハ8000系気動車を使用する。
- 1966年（昭和41年）
  - 3月5日：急行料金制度改訂に伴い、「ひだ」・「こがね」・「しろがね」・「たかやま」は急行列車に昇格。
  - 3月25日：「ひだ」の四日市駅への乗り入れ廃止[38][27]。
  - 10月：名古屋駅 - 越美南線北濃駅間を運行する急行「おくみの」運転開始。大阪駅 - 高山駅間の急行「のりくら」の運転開始。「のりくら」は不定期運行ではあるが、シーズン中毎日運行されるようになった[39]。
    - 「おくみの」の設定は1964年に運行された臨時列車「みぼろ」が前提となっているとされるが、高山本線内は「ひだ」に併結、下り列車が美濃白鳥駅 - 北濃駅間で普通列車とされるなど当初より変則的な運行であった。

  - 12月1日：名鉄直通の急行「たかやま」を飛騨古川駅発着に変更。この時より臨時準急列車として岐阜駅 - 下呂駅間に「ライン」が運行される。
- 1967年（昭和42年）
  - 7月 - 8月：キハ8000系を国鉄が名鉄から借り受け、名古屋駅 - 高山駅間で夜行の臨時急行「りんどう」を下りに限り運行。
  - 12月：「くろしお」の夜間滞泊の間合いを利用して、名古屋駅 - 飛騨古川駅間に臨時急行「ひだスキー」を下りに限り運行（上りは回送）。臨時急行に特急形気動車が使用される当時としては珍しい例となった。

### 特急「ひだ」の運転開始以降

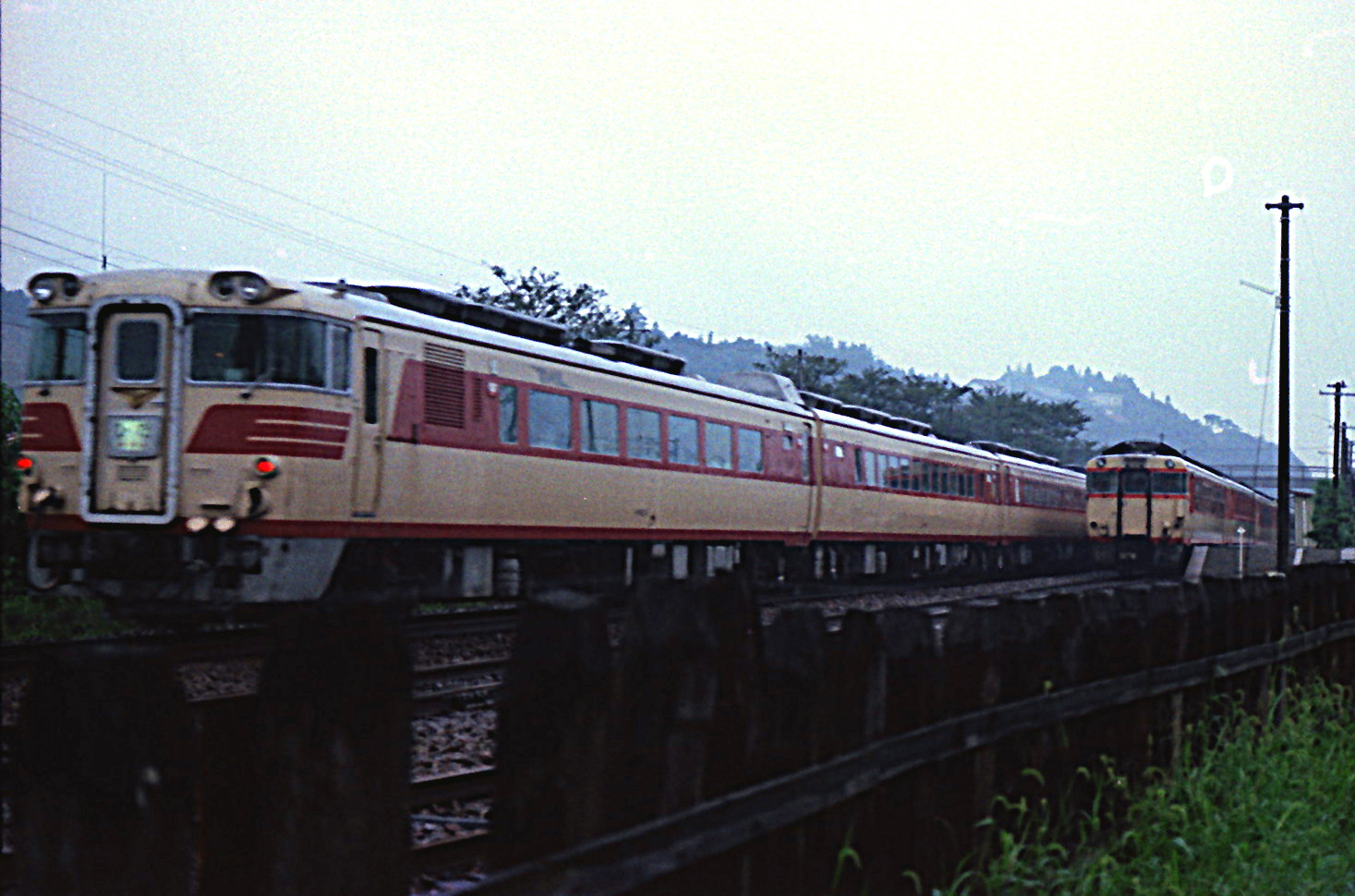
特急「ひだ」とキハ91急行「のりくら」（1976年 那加駅）

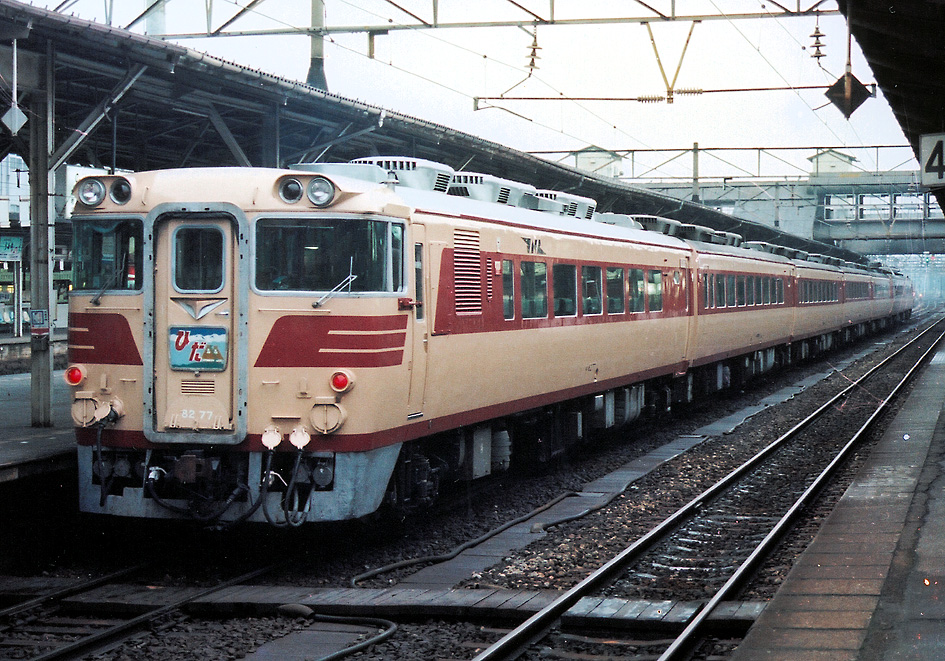
キハ80系特急「ひだ」（1982年 富山駅）

- 1968年（昭和43年）10月1日：ヨンサントオのダイヤ改正に伴い以下のように運行列車の系統が変更される。
  1. 「ひだ」を名古屋駅 - 金沢駅間を東海道本線・高山本線・北陸本線経由で運行する特急列車に昇格。この時点では1往復のみの運行となる。停車駅は岐阜・美濃太田・下呂・高山・富山・高岡で、高山駅 - 富山駅間無停車であった[40]。
  2. 従来、「ひだ」「加越」など名古屋駅 - 富山駅間等を東海道本線・高山本線経由で運行する急行列車に「のりくら」の名称を与える。この時点では夜行列車1往復を含む下り6本上り7本で運行される。「しろがね」は高山本線内を夜行列車として走っていた１本を廃止。金沢発着の「のりくら」のうち1往復は季節列車として七尾線に直通し穴水駅まで運行される。
  3. 「のりくら」の名称で運行された大阪駅 - 高山駅間の急行列車は「くろゆり」に名称を変更。引き続き季節列車（不定期運行）とされた[41]。
  4. 下呂駅発美濃太田駅行の臨時急行列車として「ライン」が運行される。
- 1969年（昭和44年）
  - 10月1日：「おくみの」の越美南線内を普通に変更。
- 1970年（昭和45年）
  - 7月14日：名古屋駅 - 富山地方鉄道立山駅まで運行される臨時急行列車「むろどう」が運転開始。
    - 「むろどう」は名古屋駅発が夜行列車として運行、立山駅発が昼行列車として運行する体制となる。

  - 7月15日：名鉄神宮前駅 - 飛騨古川駅間の急行列車「たかやま」を「北アルプス」に名称変更。「北アルプス」は、夏期には富山地方鉄道立山駅まで運行。
- 1971年（昭和46年）10月1日：大阪駅 - 高山駅間の季節急行列車「くろゆり」を「たかやま」に名称変更。
- 1972年（昭和47年）3月15日：「たかやま」を定期列車に昇格。また、「こがね」「しろがね」の運行が終了し、高山本線部分については「のりくら」に統合される。
- 1973年（昭和48年）
  - 7月：「ライン」の下呂発美濃太田行きの臨時快速列車に降格。
  - 10月1日：「のりくら」に連結される形で名古屋駅 - 宇奈月温泉駅間を運行する臨時急行「うなづき」運転開始。
- 1974年（昭和49年）12月：「ライン」がこの時期を最後に運行が行われなくなる。
- 1975年（昭和50年）
  - 7月：名古屋発高山行きの臨時快速列車として「飛騨路」（ひだじ）が運行される。
- 1976年（昭和51年）
  - 9月3日：「のりくら」の一翼として名古屋駅 - 高山駅間に1往復運転されていたキハ91系が、この日で運転を終了。翌4日からは、ほかの「のりくら」と同様のキハ58系に置き換え。
  - 10月1日：このときのダイヤ改正急行列車により、以下のように変更。
    1. 「北アルプス」を特急列車に昇格。
    2. 小郡機関区からキハ82系が転入し特急「ひだ」を名古屋駅 - 高山駅間に2往復増発。
- 1978年（昭和53年）10月2日：このときのダイヤ改正により、以下のように変更。
  1. 特急「ひだ」を名古屋駅 - 高山駅間に1往復増発。
  2. 特急「ひだ」の名古屋駅 - 金沢駅間の列車は、飛騨古川駅・猪谷駅に新規に停車となる[40][42]。
  3. 急行「たかやま」を飛騨古川駅まで延長。
  4. 急行「のりくら」の七尾線への直通を廃止。
- 1980年（昭和55年）10月1日：特急「ひだ」のヘッドマークが合掌造りの家と飛騨山脈をモチーフとした絵入りの物に変更される。
- 1982年 (昭和57年)：急行「おくみの」運行終了。
- 1984年（昭和59年）
  - 2月1日：このときのダイヤ改正により、急行「うなづき」・「むろどう」を廃止。夜行の「のりくら」を廃止。
  - 7月1日：特急「北アルプス」が夏期の富山地方鉄道立山駅乗り入れを中止。
- 1985年（昭和60年）3月14日：このときのダイヤ改正により、以下のように変更。
  1. 特急「ひだ」は飛騨古川駅 - 金沢駅を廃止。名古屋駅 - 高山駅・飛騨古川駅を結ぶ特急列車となる。
  2. 特急「北アルプス」は名鉄新名古屋駅（のちの名鉄名古屋駅。実際は神宮前駅）[注 10]  - 富山駅間の運転となり、名古屋駅 - 富山駅間を高山本線経由で運行する唯一の特急列車となる。なお越中八尾駅に新規に停車[43]。
  3. 急行「のりくら」が北陸本線への乗り入れを中止する。これにより、名古屋駅 - 高山駅・富山駅間を結ぶ急行となる。

### 国鉄分割民営化以降

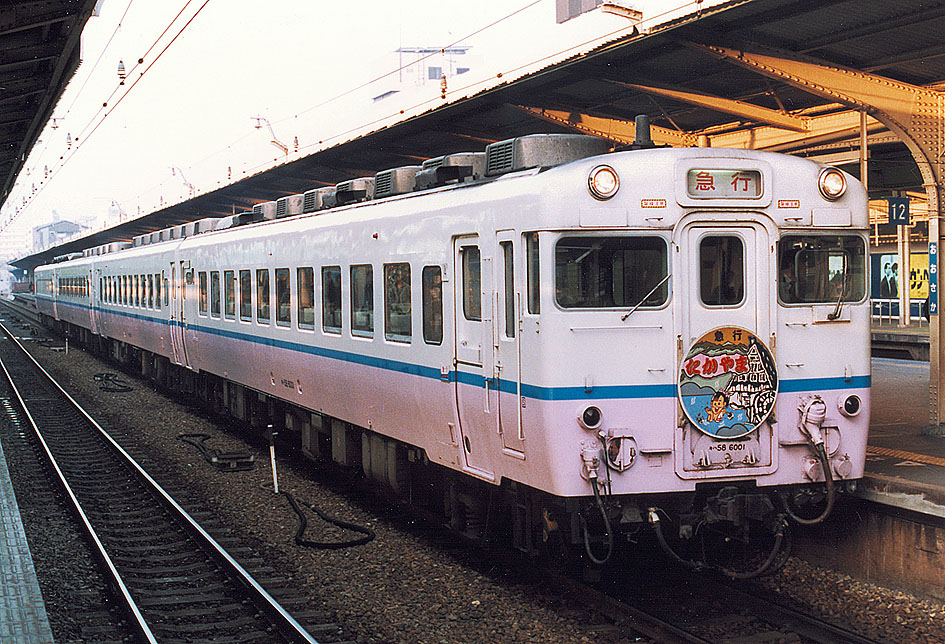
アコモ改造車の急行「たかやま」（1991年 大阪駅）

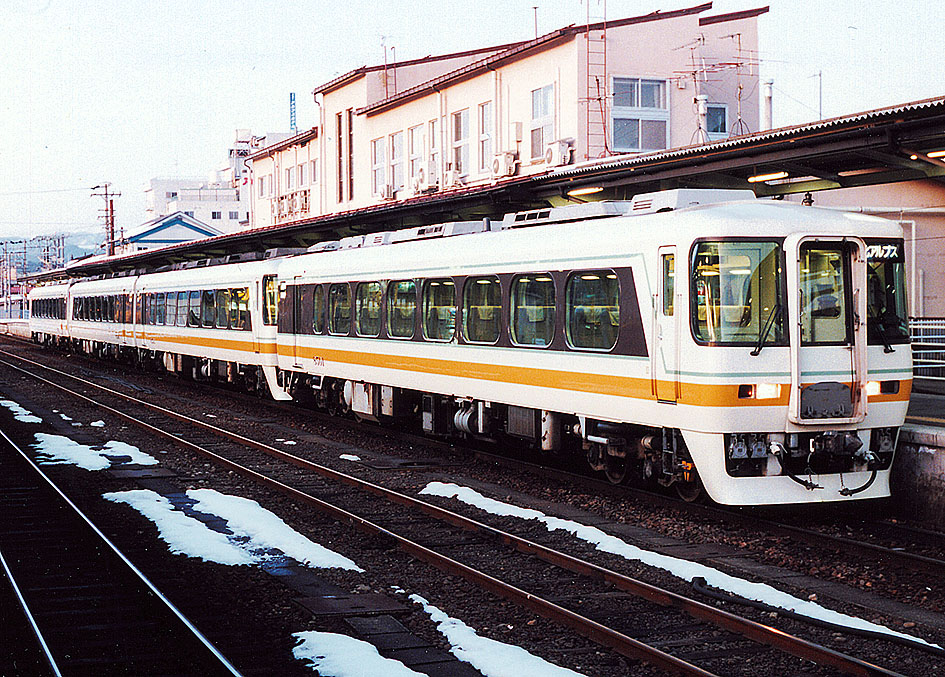
名鉄キハ8500系特急「北アルプス」（1992年 高山駅）

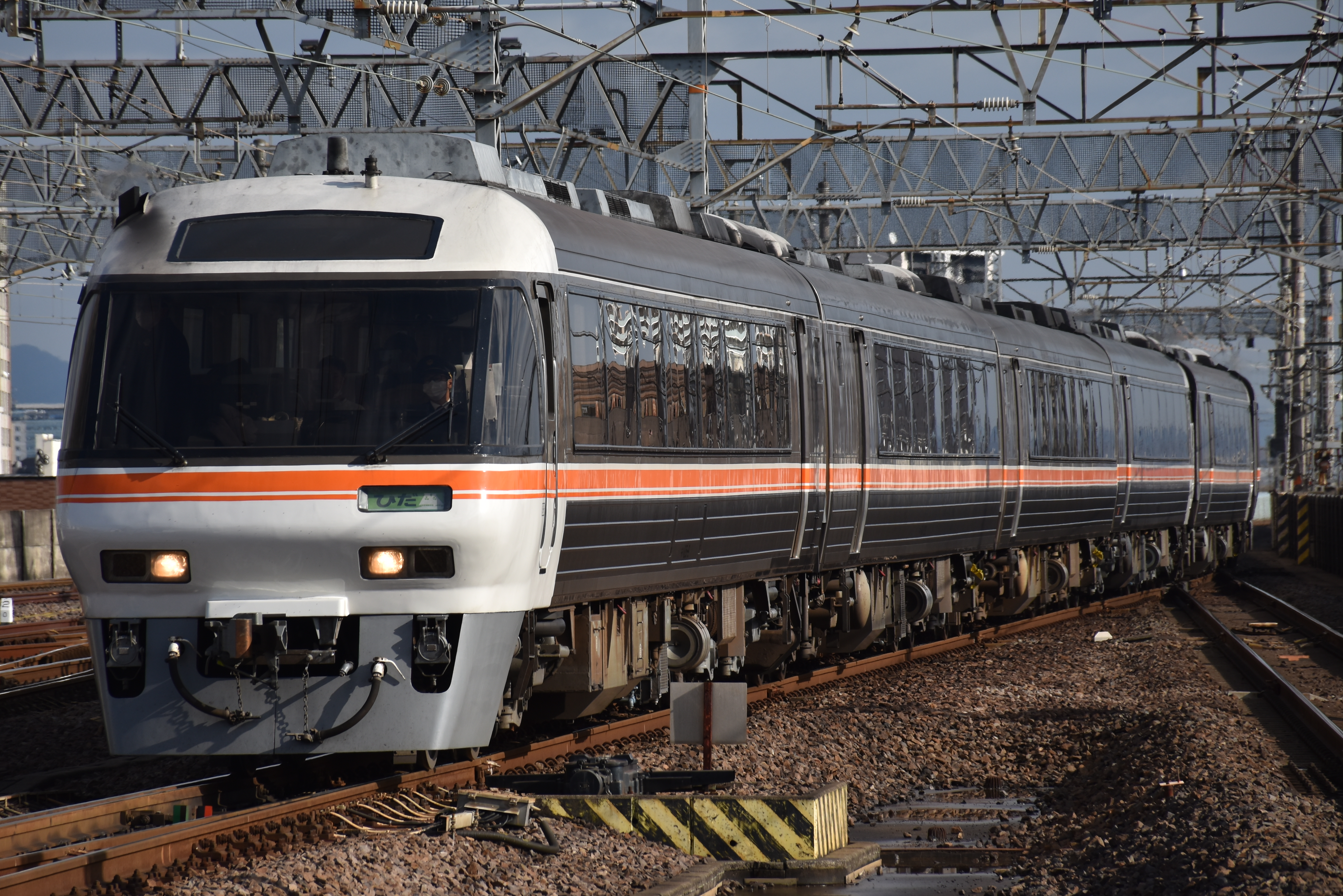
キハ85系「ワイドビューひだ」（2020年 岐阜駅）

- 1988年（昭和63年）7月：大阪駅 - 高山駅間でジョイフルトレイン「ゴールデンエクスプレスアストル」使用の臨時特急「ユートピア高山」を富山駅経由で運転。大阪駅 - 富山駅間は特急「雷鳥」に併結して運行した。
- 1989年（平成元年）
  - 2月18日：「ひだ」1往復（3号・6号）にキハ85系を導入[44]。
  - 3月11日：このときのダイヤ改正により、特急「ひだ」・急行「のりくら」それぞれ4往復ずつだったのを「ひだ」5往復[45]・「のりくら」3往復として、ワイドビュー気動車キハ85系の「ひだ」は3号・8号となる[45]。
  - 7月15日：世界デザイン博覧会観客輸送のため、名古屋行き2本、名古屋発1本を金山駅発着に延長。11月26日までの毎日[46]。
- 1990年（平成2年）
  - 3月10日：このときのダイヤ改正により、以下のように変更。
    1. 「ひだ」がエル特急に変更。また、運行区間を見直し、3往復を富山駅まで延長[47]。
      - 同時に、「ひだ」は全列車キハ85系使用とし、それに伴うスピードアップを実施[47]。名古屋駅 - 高山駅間は最速2時間16分に短縮。この際、「メタモルフォーゼ高山ライン」というキャッチコピーが使われ、高山本線への新しい期待が表れたものであった。また、名古屋駅 - 富山駅間でも所要時間で従来の「のりくら」より1時間10分程度短縮して4時間を切るようになり[47]、北陸線経由の「しらさぎ」に比肩するレベルになる。

    2. この改正により、定期列車においてキハ80系を使用する特急は「南紀」のみとなる。
    3. 特急「北アルプス」は、高山駅発着となる[47]。
    4. 急行「のりくら」を廃止[47]。
      - 定期運用は終了したが、しばらくは多客期のみ名古屋駅 - 高山駅間の全席指定臨時急行列車として運転された。

    5. 急行「のりくら」が2往復停車していた速星駅については特急「ひだ」も同じく2往復停車することになったが、急行「のりくら」が1往復停車していた笹津駅は特急「ひだ」の停車駅から外れ、それ以降も停車実績はない[48][49]。

  - 8月：大阪駅 - 高山駅間運行の臨時特急「ユートピア高山」の運転を終了。
- 1991年（平成3年）
  - 2月7日：急行「たかやま」全車両のアコモデーション改造が完了する。なお、1990年12月末よりアコモ改造が始まり、完了した車両が随時定期運転列車に投入された。
  - 3月16日：このときにダイヤ改正により以下のように変更。
    1. 「北アルプス」に名鉄キハ8500系気動車を導入[50]。
      - 名鉄キハ8500系気動車は設計上キハ85系気動車と併結可能なため、美濃太田駅において「北アルプス」と「ひだ」とで増解結を行うことが可能であった[50]。そのため、臨時「ひだ」を併結する運用が組まれるようになった[50]。

    2. 弾性両開き分岐器（Y字ポイント）導入により、名古屋駅 - 高山駅間は7分短縮され2時間9分の運転[注 11][50][51]。キハ80系時代と比較して38分の短縮となった。
    3. 名古屋駅 - 富山駅間も16分短縮され3時間35分の運転となった[注 12][50][51]。また、運行本数も1往復増えて4往復となった[50]。
    4. 美濃太田駅を通過し、岐阜駅 - 下呂駅間無停車の列車が設定された[51][52]。
- 1993年（平成5年）7月：「飛騨路」がこの年をもって運行が中止される。
- 1994年（平成6年）
  - 10月25日：高山本線60周年記念式典が行われ、キハ82系による「メモリアルひだ号」をイベント列車として名古屋駅 - 高山駅間で1往復運転[53]。
  - 12月上旬：高山本線全通60周年記念と美濃加茂市制40周年記念の「メモリアル6040ひだ」が運転。高山本線内ではキハ82系最後の運転となる。
- 1995年（平成7年）7月：「北アルプス」と連結される「ひだ」の臨時列車に運転日により、大阪発列車があてがわれる。急行「たかやま」も定期運行されている状況であるが、大阪駅発着の「ひだ」が初めて設定される[注 13]。なお、復路の大阪行きは単独運転[54]。
- 1996年（平成8年）：
  - 4月：前月3月16日の改正で富山駅発着の「ひだ」1往復を繁忙期に金沢駅まで延長[55]。1999年まで運行[注 14]
  - 7月：「北アルプス」と連結される「ひだ」の臨時列車が、運転日により大阪発と名古屋発を岐阜駅で連結した列車となる。美濃太田駅からは新名古屋発とあわせた三階建て列車となった[57]。
- 1999年（平成11年）
  - 2月：スキー客向けの臨時列車「ワイドビューひだスキー」の運行を終了。浜松駅[注 15]または豊橋駅 - 飛騨古川駅間に往路夜行、復路昼行で運行されていた[59]。
  - 12月4日：この日のダイヤ改正により、以下のように変更。

  1. 急行「たかやま」を廃止し、特急「ひだ」に格上げ。
    - 大阪駅発着の「ひだ」は、岐阜駅にて名古屋駅発着列車との増解結を行う。

  2. 特急「北アルプス」は、定期特急「ひだ7号・18号」との連結運転となる。
    - これに伴い、「ひだ」定期列車を8往復から10往復に増発。

### 2000年代の動き
- 2001年（平成13年）10月1日：特急「北アルプス」廃止。名鉄からの乗り入れ列車運転終了。
- 2003年（平成15年）
  - 2月：冬季のスキー客を目的とした杉原駅への臨時停車をこの年限りで終了[60]。
  - 10月1日：美濃太田駅に定期列車の特急「ひだ」が全列車停車[61]。ただし、臨時列車は2005年3月改正時まで通過する列車があった[62]。
- 2004年（平成16年）10月：このとき発生した台風による水害により、高山本線高山駅 - 富山駅間が運休となる（路線の不通区間は高山駅 - 猪谷駅間）。11月より飛騨古川駅までの路線が復旧し、運休区間は、飛騨古川駅 - 富山駅間となる。
- 2007年（平成19年）
  - 9月8日：高山本線の全線復旧に伴い、約3年ぶりに全区間での運転を再開。
  - 10月6日：「いい旅 ふた旅 ひだ」運転開始。
- 2008年（平成20年）3月15日：「ひだ」の名古屋駅 - 高山駅間の1往復について、下りは午後発車の列車を午前中に、上りは夕方に発車する列車を昼に発車するダイヤに改正される。これにより、下り定期運転の一番早い列車「ひだ1号」が、改正前は午前11時に高山到着であったのが約1時間早くなり、午前10時に高山へ到着するダイヤとなる。
- 2009年（平成21年）
  - 3月14日：富山駅 - 猪谷駅間の車掌業務がJR西日本富山地域鉄道部の担当に変更される。
  - 6月1日：全車両全席禁煙となる。

### 2010年代以降の動き
- 2013年（平成25年）3月16日:車内販売を廃止[63]。
- 2015年（平成27年）3月14日:北陸新幹線の長野駅 - 金沢駅間の開業に伴い、「ひだ」は富山駅を発着する、並びに富山県に乗り入れる、JR在来線としては唯一の特急列車になった[64]。また、富山地域鉄道部廃止に伴い、富山駅 - 猪谷駅間の業務が車掌は金沢列車区に、運転士は北陸広域鉄道部にそれぞれ変更される。
- 2016年（平成28年）3月26日：ひだ8号を高山発から富山発に延長、ひだ18号を富山発から高山発に短縮。前者については東京始発のかがやき503号から接続、名古屋駅乗り換えを含めた東京都心から高山市への利便性も向上するとしている[65][66]。また、大阪駅発着の特急「しなの」の廃止に伴い、「ひだ」は寝台特急サンライズ瀬戸・出雲を除き、JR東海エリアからの特急列車としては唯一の大阪駅発着列車になった。
- 2018年（平成30年）
  - 3月17日：ダイヤ改正を機に、エル特急指定を解除[67][68]。
  - 6月29日：下呂駅 - 高山駅間（一部列車は全区間）で運転見合わせ[69][70]。
  - 7月1日：グリーン車で無料Wi-Fiサービスを開始[71]
  - 8月11日：平成30年7月豪雨に伴い、高山本線・飛騨小坂駅 - 富山駅間でも不通となったために全区間運休であったが、名古屋駅・大阪駅 - 飛騨古川駅間で運転再開[72]。しかし、坂上駅 - 猪谷駅では不通区間が存在するために高山駅 - 飛騨古川駅 - 猪谷駅間の代行バス運転は継続する[73]。
  - 11月21日：坂上駅 - 猪谷駅間の不通区間の復旧に伴い、飛騨古川駅-富山駅間の運転再開[74][75]。全車両で無料Wi-Fi サービスを開始[76]
- 2019年（令和元年）12月12日：2022年度から営業運転が開始される予定の新型車両「HC85系」が名古屋車両区で報道公開された[77]。
- 2022年（令和4年）
  - 3月12日：列車愛称から（ワイドビュー）を削除[78]。名古屋駅発着の全定期列車にグリーン車が連結される。
  - 7月1日：「ひだ」2往復（1号・4号・10号・17号）にHC85系を導入[3]。
  - 8月1日：「ひだ」1往復（2号・15号）にHC85系を導入[3]。
  - 12月1日：「ひだ」1往復（3号・14号）にHC85系を導入[79]。
- 2023年（令和5年）
  - 3月3日 - 31日：HC85系1編成にタレント兼YouTuberの鈴川絢子が監修したオリジナルヘッドマークを掲出[80]。
  - 3月18日：「ひだ」全定期列車（大阪駅発着を含む）がHC85系による運転となる[4]。また、富山駅発着列車は高山駅 - 富山駅間で普通車のみでの運行になり、飛騨古川駅 - 富山駅間でグリーン車の営業を終了[81][注 16]。
- 2024年（令和6年）3月16日: 北陸新幹線金沢駅 - 敦賀駅間の開業に伴い、「ひだ」は他地方から北陸3県の県庁所在地へ直通する唯一の在来線特急になる。

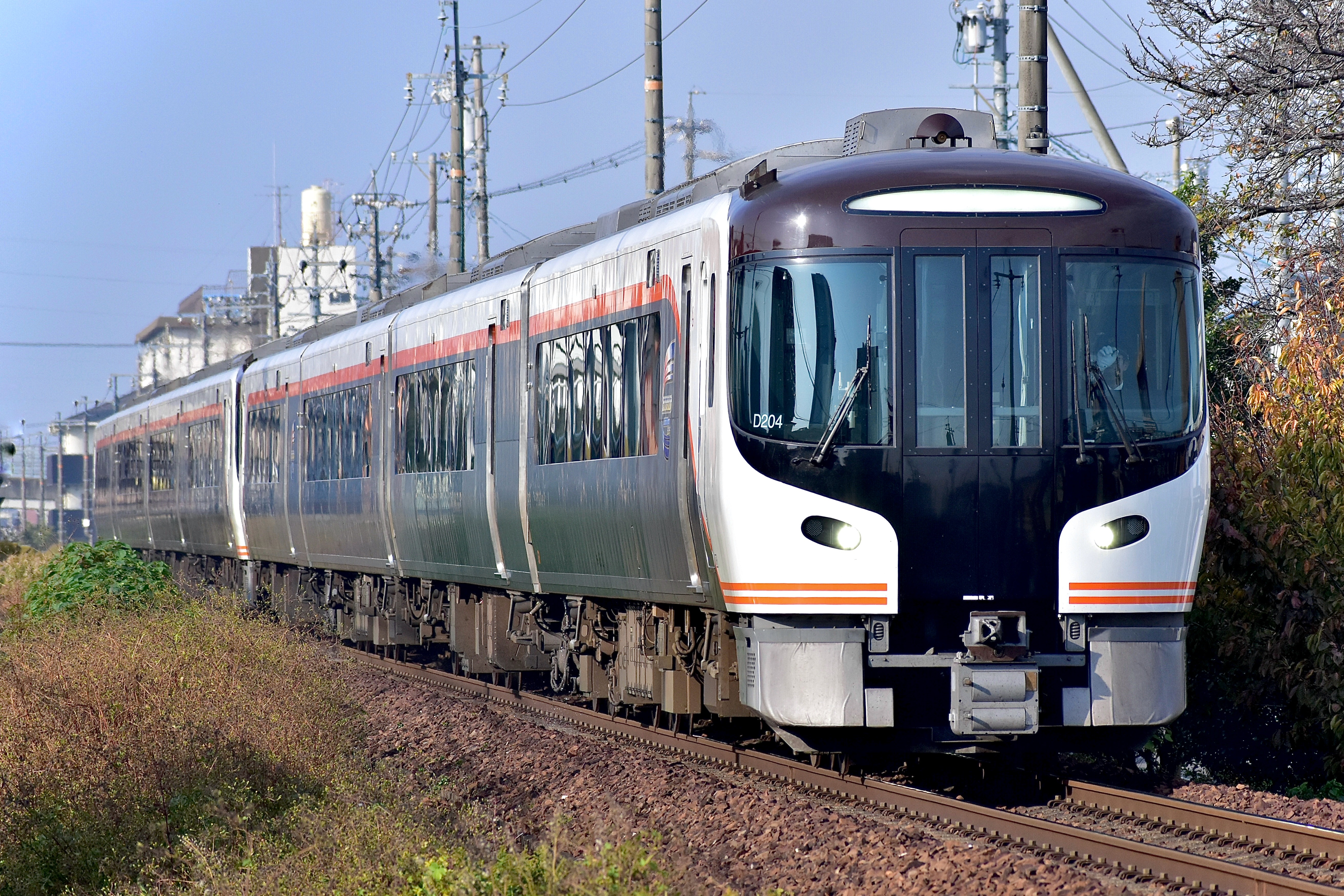
「ひだ」で運用されるHC85系